# Putignano (estación de ferrocarril)
Putignano es una estación de ferrocarril en Putignano, Italia. La estación está ubicada en el ferrocarril Bari-Martina Franca-Taranto y en el ferrocarril Bari-Casamassima-Putignano. Los servicios de tren son operados por Ferrovie del Sud Est.

## Servicios ferroviarios
La estación cuenta con los siguientes servicios: 
- Servicios locales (Treno regionale) Bari - Conversano - Putignano - Martina Franca
- Servicios locales (Treno regionale) Bari - Casamassima - Putignano